# (518) Halawe
(518) Halawe est un astéroïde de la ceinture principale.
Son nom provient du dessert favori de Raymond Smith Dugan, son découvreur.